# Autonomie (východní křesťanství)

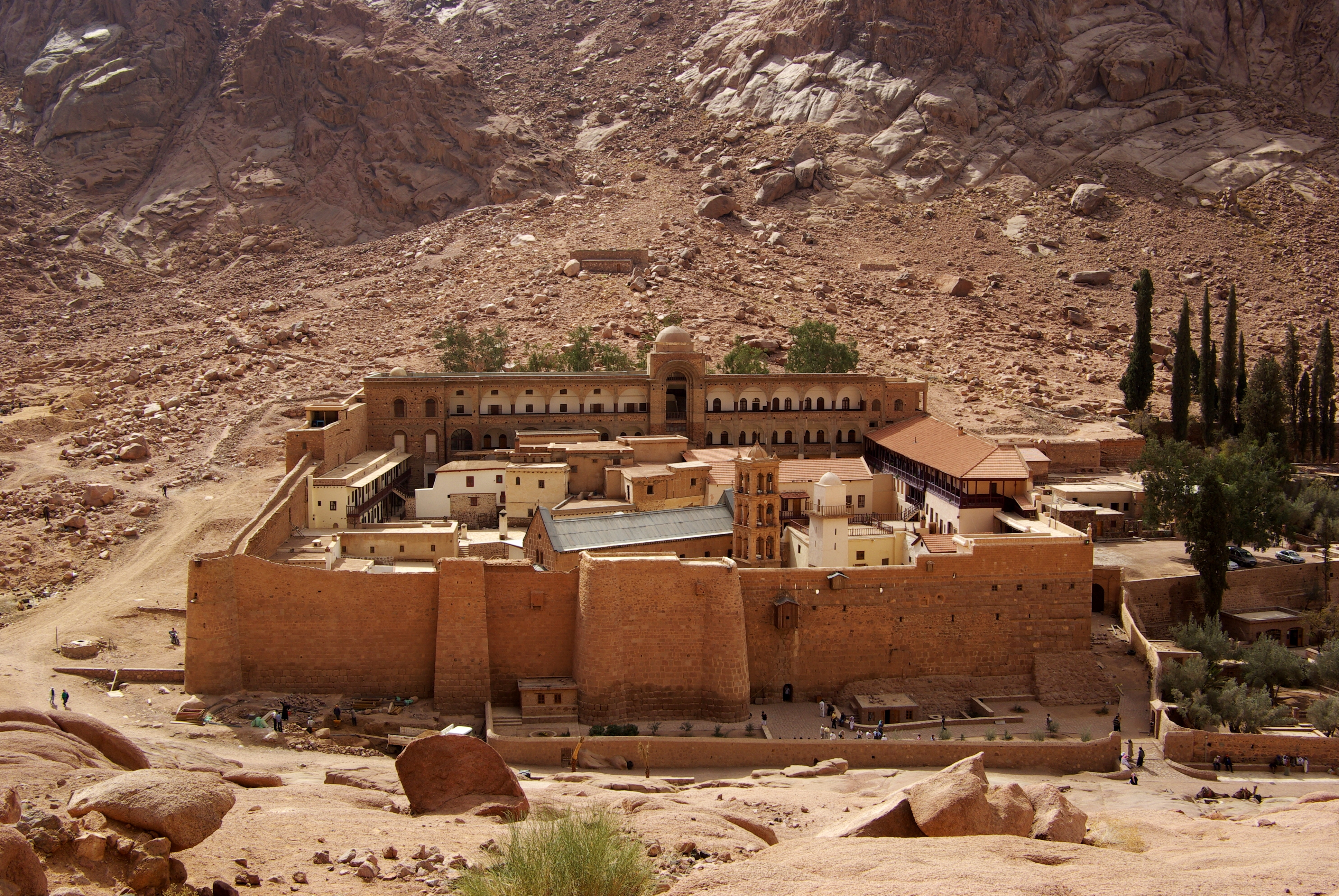
Klášter svaté Kateřiny spravovaný autonomní sinajskou pravoslavnou církví

Autonomie je stupeň samosprávy udělený jednou z autokefálních církví určitému společenství křesťanů. Takové společenství je organizačně a právně závislé na vyšší církevní autoritě (typicky patriarchátu), avšak v některých otázkách požívá autonomie. Takové církve jsou označovány jako autonomní církve v rámci společenství pravoslavných církví. 

## Charakteristika

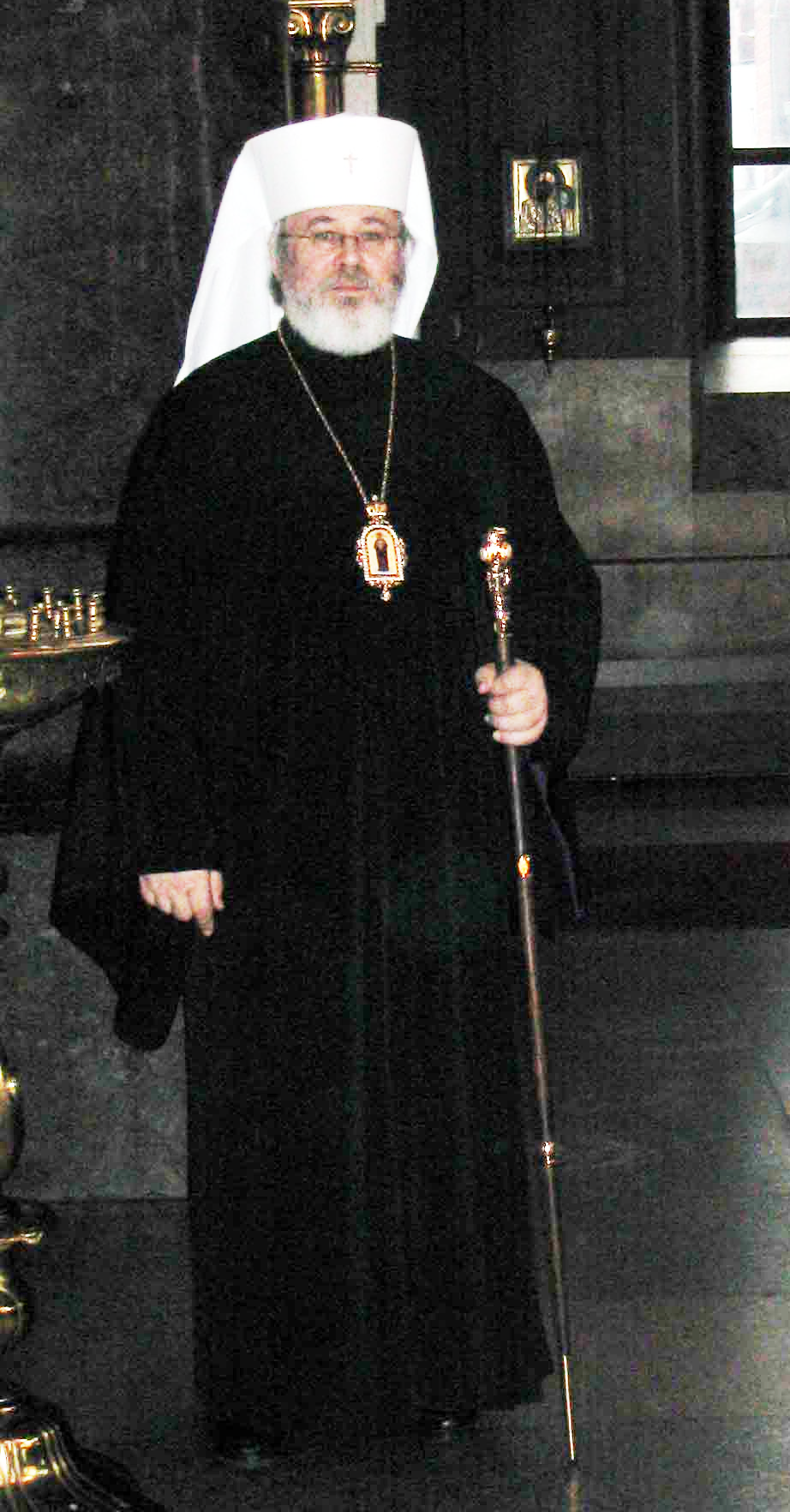
Arcibiskup finské pravoslavné církve Leo (Makkonen)

Nejvyšší představitel autonomní církve (metropolita nebo arcibiskup) je zvolen svou (autonomní) církevní obcí, a následně je potvrzen svým nadřízeným patriarchou, v rámci jehož patriarchátu byla autonomní církev vytyčena.

## Autonomní pravoslavné církve
V rámci některých autokefálních pravoslavných církví existují následující autonomní (samostatné) církve.
- Mnišská komunita na hoře Athos
- Chorvatská pravoslavná církev
- Černohorská pravoslavná církev
- Čínská pravoslavná církev
- Japonská pravoslavná církev
- Korejská pravoslavná církev
- Koptská pravoslavná církev
- Syrská pravoslavná církev
- Estonská apoštolská pravoslavná církev
- Finská pravoslavná církev
- Filipínský exarchát
- Arcidiecéze Ruské pravoslavné církve v Západní Evropě
- Sinajská pravoslavná církev
- Ruská pravoslavná církev v zahraničí
- Krétská pravoslavná církev
- Estonská pravoslavná církev Moskevského patriarchátu
- Moldavská pravoslavná církev